# 58 Гидры
58 Гидры (лат. 58 Hydrae), E Гидры (лат. E Hydrae), 6 Весов (лат. 6 Librae), HD 130694 — двойная звезда в созвездии Гидры на расстоянии приблизительно 285 световых лет (около 87,4 парсек) от Солнца. Видимая звёздная величина звезды — +4,41m. Возраст звезды определён как около 10,69 млрд лет.

## Характеристики
Первый компонент — оранжевый гигант спектрального класса K2, или K2,5IIIbFe-1:. Масса — около 1,927 солнечной, радиус — около 32,766 солнечного, светимость — около 271,673 солнечной. Эффективная температура — около 4072 K.
Второй компонент — красный карлик спектрального класса M. Масса — около 148,16 юпитерианской (0,1414 солнечной). Удалён в среднем на 1,861 а.е..